# Hindrik
Hindrik est un prénom masculin frison apparenté à Henri. Ce prénom peut désigner :

## Prénom
- Hindrik Hofstee Aukema (nl) (1893-1956), homme politique néerlandais
- Hindrik Klasen Borgman (nl) (1778-1846), major et administrateur néerlandais
- Hindrik Warner Folckers (nl) (1699-1730), arpenteur et ingénieur néerlandais
- Hindrik Gosses de Jong (fy) (1935-2011), enseignant et pédagogue néerlandais
- Hindrik van der Meer (fy) (né en 1938), auteur et interprète frison
- Hindrik Ostrat (en) (1871-1940), homme politique estonien
- Hindrik Eddème van der Tuuk (nl) (1839-1914), ecclésiastique néerlandais
- Hindrik Jans Westra (fy) (1766-1831), homme politique hollandais, maire d'Assen